# Paul J. Selva

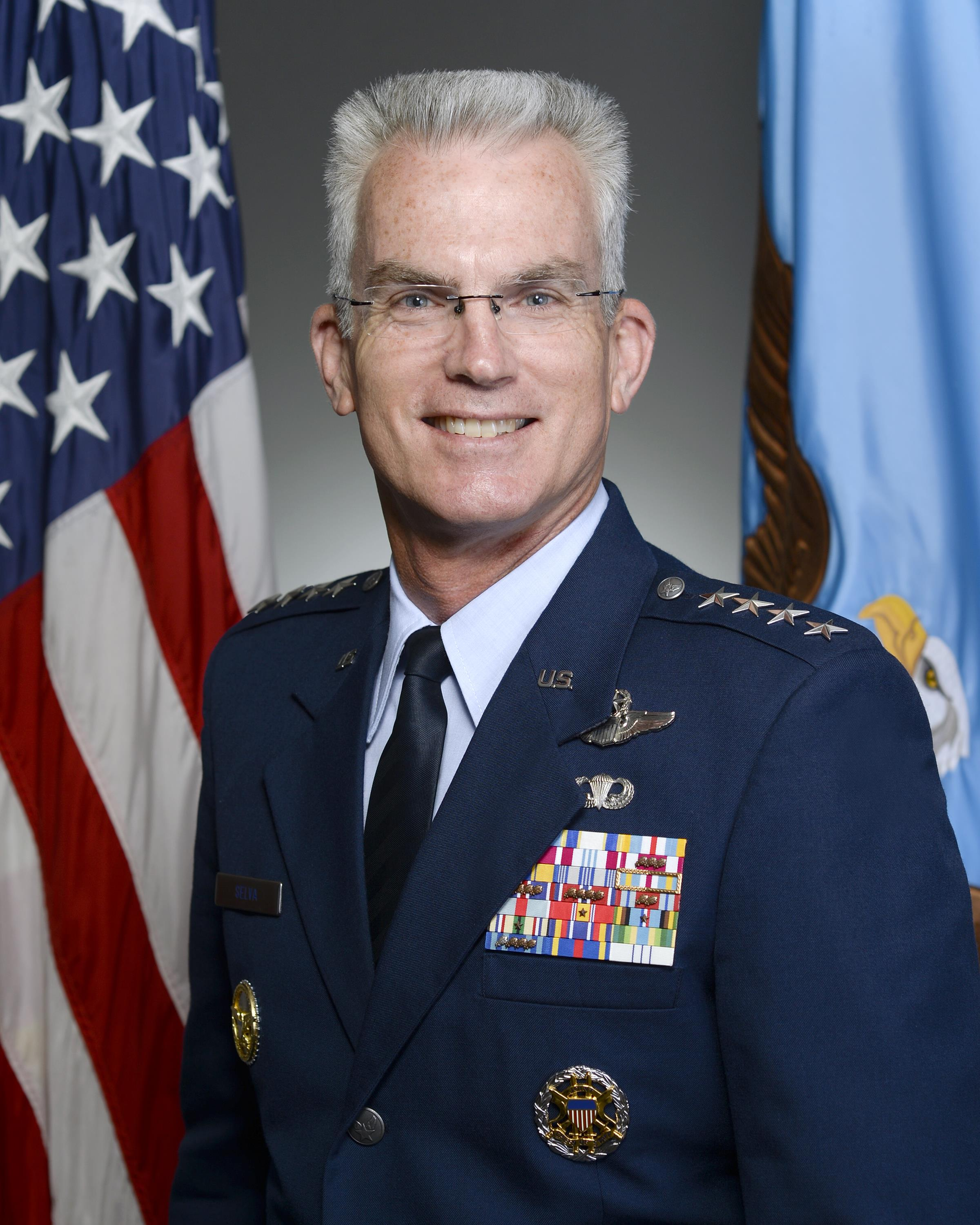
Paul Selva (2015)

Paul Joseph Selva (* 27. September 1958 in Biloxi, Mississippi) ist ein pensionierter US-amerikanischer Militärpilot und General der United States Air Force (USAF). Er war zuletzt vom 31. Juli 2015 bis zum 31. Juli 2019 stellvertretender Vorsitzender des Generalstabs der Streitkräfte der Vereinigten Staaten (engl.: Vice Chairman of the Joint Chiefs of Staff, VJCS). Selva war der zehnte Offizier in dieser Dienststellung seit deren Einführung im Jahr 1986 und nach dem Vorsitzenden des Vereinigten Generalstabs der nominell ranghöchste Soldat der US-Streitkräfte.
Ab dem 5. Mai 2014 war Selva Oberbefehlshaber des U.S. Transportation Command (USTRANSCOM), einem teilstreitkraftübergreifenden Funktionalkommando der Streitkräfte mit Hauptsitz auf der Scott Air Force Base, Illinois. Zuvor befehligte er von November 2012 an mit dem Air Mobility Command (AMC) ebenda ein dem USTRANSCOM unterstelltes Hauptkommando der USAF.

## Ausbildung und Karriere
Selva trat der Air Force 1980 nach Abschluss eines Studiums an der U.S. Air Force Academy bei, wo er einen Bachelorabschluss in Aeronautical Engineering erworben hatte.
Als Pilot kam Selva während seiner Laufbahn auf über 3100 Flugstunden auf den Mustern T-37, C-5, C-17A, C-141B, KC-10 und KC-135A. Seine weitere Ausbildung umfasst Masterabschlüsse in Management and Human Relations (Abilene Christian University, 1984) und Politikwissenschaft (Auburn University, 1992).

## Dienst im Generalsrang

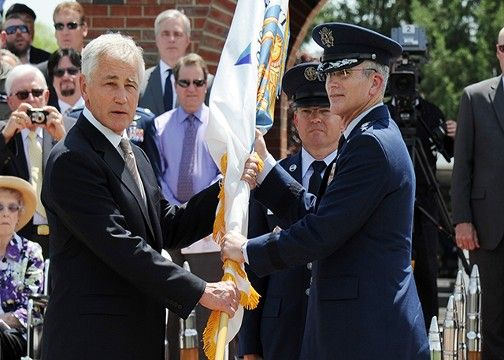
Selva (rechts) mit US-Verteidigungsminister Chuck Hagel während der Kommandoübergabe am USTRANSCOM am 5. Mai 2014

Von Juni 2003 an stand Selva dem Tanker Airlift Control Center auf der Scott Air Force Base vor und wurde in dieser Position am 1. Januar 2004 zum Brigadier General befördert. Zwischen November 2004 und Juli 2006 diente er ebenda als Director of Operations and Logistics des USTRANSCOM, dann als Director, Air Force Strategic Planning und Deputy Chief of Staff for Strategic Plans and Programs im Hauptquartier der USAF in Washington, D.C., ab Juni 2007 unter Beförderung zum Generalmajor zusätzlich verantwortlich für den Bereich Air Force Quadrennial Defense Review im Verantwortungsbereich des stellvertretenden Vorsitzenden des Generalstabs der USAF.
Von Oktober 2008 an diente Selva im Range eines Generalleutnants als Adjutant des Vorsitzenden des Vereinigten Generalstabs, Washington, D.C., von Oktober 2011 an als stellvertretender Befehlshaber der Pacific Air Forces auf der Joint Base Pearl Harbor-Hickam, Hawaii.
Verbunden mit der Beförderung zum General übernahm Selva am 30. November 2012 den Befehl über das Air Mobility Command, wo er Raymond E. Johns jr. nachfolgte, der seinerseits in den Ruhestand trat. Am 7. Februar 2014 schließlich gab das Verteidigungsministerium Selvas Nominierung für die Nachfolge von William M. Fraser III. als Oberbefehlshaber des USTRANSCOM bekannt. Der Senat bestätigte die Personalie am 8. April, Selva trat das Kommando schließlich am 5. Mai an.
Am 31. Juli 2015 trat Selva die Nachfolge von Admiral James A. Winnefeld, der seinerseits in den Ruhestand trat, als stellvertretender Vorsitzender des Vereinigten Generalstabs an. Dieses Amt bekleidete er bis Juli 2019. Anschließend ging er in den Ruhestand. 

## Beförderungen
| Rang               | Datum             |
| ------------------ | ----------------- |
| Second Lieutenant  | 28. Mai 1980      |
| First Lieutenant   | 28. Mai 1982      |
| Captain            | 28. Mai 1984      |
| Major              | 1. Januar 1990    |
| Lieutenant Colonel | 1. März 1994      |
| Colonel            | 1. September 1998 |
| Brigadier General  | 1. Januar 2004    |
| Major General      | 2. Juni 2007      |
| Lieutenant General | 8. Oktober 2008   |
| General            | 29. November 2012 |

## Auszeichnungen
Auswahl der Dekorationen, sortiert in Anlehnung an die Order of Precedence of Military Awards:
- Defense Distinguished Service Medal
- Air Force Distinguished Service Medal
- Defense Superior Service Medal
- Legion of Merit mit zweifachem Eichenlaub
- Defense Meritorious Service Medal
- Meritorious Service Medal mit dreifachem Eichenlaub
- Air Force Commendation Medal
- Air Force Achievement Medal
- Joint Meritorious Unit Award
- Combat Readiness Medal mit zweifachem Eichenlaub
- National Defense Service Medal mit bronzenem Service Star
- Armed Forces Expeditionary Medal mit zwei bronzenen Service Stars
- Southwest Asia Service Medal mit bronzenem Service Star
- Global War on Terrorism Service Medal
- Armed Forces Service Medal